# Евролига 2011/12 — Група Ц
Резултати и табела групе Ц у првој фази Евролиге у сезони 2011/12.

### Резултати
1. коло
| Датум | Време | Тим 1              | Тим 2                  | Резултат |
| ----- | ----- | ------------------ | ---------------------- | -------- |
|       |       | Партизан           | Анадолу Ефес Инстанбул |          |
|       |       | Шпироу             | Реал Мадрид            |          |
|       |       | Армани Џинс Милано | Макаби Тел Авив        |          |

2.коло
| Датум | Време | Тим 1                  | Тим 2              | Резултат |
| ----- | ----- | ---------------------- | ------------------ | -------- |
|       |       | Реал Мадрид            | Армани Џинс Милано |          |
|       |       | Макаби Тел Авив        | Партизан           |          |
|       |       | Анадолу Ефес Инстанбул | Шпироу             |          |

3. коло
| Датум | Време | Тим 1              | Тим 2                  | Резултат |
| ----- | ----- | ------------------ | ---------------------- | -------- |
|       |       | Армани Џинс Милано | Анадолу Ефес Инстанбул |          |
|       |       | Макаби Тел Авив    | Реал Мадрид            |          |
|       |       | Партизан           | Шпироу                 |          |

4. коло
| Датум | Време | Тим 1                  | Тим 2              | Резултат |
| ----- | ----- | ---------------------- | ------------------ | -------- |
|       |       | Партизан               | Реал Мадрид        |          |
|       |       | Шпироу                 | Армани Џинс Милано |          |
|       |       | Анадолу Ефес Инстанбул | Макаби Тел Авив    |          |

5. коло
| Датум | Време | Тим 1              | Тим 2                  | Резултат |
| ----- | ----- | ------------------ | ---------------------- | -------- |
|       |       | Реал Мадрид        | Анадолу Ефес Инстанбул |          |
|       |       | Армани Џинс Милано | Партизан               |          |
|       |       | Макаби Тел Авив    | Шпироу                 |          |

6. коло
| Датум | Време | Тим 1                  | Тим 2              | Резултат |
| ----- | ----- | ---------------------- | ------------------ | -------- |
|       |       | Макаби Тел Авив        | Армани Џинс Милано |          |
|       |       | Анадолу Ефес Инстанбул | Партизан           |          |
|       |       | Реал Мадрид            | Шпироу             |          |

7. коло
| Датум | Време | Тим 1              | Тим 2                  | Резултат |
| ----- | ----- | ------------------ | ---------------------- | -------- |
|       |       | Шпироу             | Анадолу Ефес Инстанбул |          |
|       |       | Армани Џинс Милано | Реал Мадрид            |          |
|       |       | Партизан           | Макаби Тел Авив        |          |

8. коло
| Датум | Време | Тим 1                  | Тим 2              | Резултат |
| ----- | ----- | ---------------------- | ------------------ | -------- |
|       |       | Анадолу Ефес Инстанбул | Армани Џинс Милано |          |
|       |       | Шпироу                 | Партизан           |          |
|       |       | Реал Мадрид            | Макаби Тел Авив    |          |

9. коло
| Датум | Време | Тим 1              | Тим 2                  | Резултат |
| ----- | ----- | ------------------ | ---------------------- | -------- |
|       |       | Макаби Тел Авив    | Анадолу Ефес Инстанбул |          |
|       |       | Реал Мадрид        | Партизан               |          |
|       |       | Армани Џинс Милано | Шпироу                 |          |

10. коло
| Датум | Време | Тим 1                  | Тим 2              | Резултат |
| ----- | ----- | ---------------------- | ------------------ | -------- |
|       |       | Анадолу Ефес Инстанбул | Реал Мадрид        |          |
|       |       | Партизан               | Армани Џинс Милано |          |
|       |       | Шпироу                 | Макаби Тел Авив    |          |

### Табела
|    | Екипа                  | Игр. | Поб. | Изг. | П+ | П- | П+/- | Тај-брек |
| -- | ---------------------- | ---- | ---- | ---- | -- | -- | ---- | -------- |
| 1. | Реал Мадрид            | 0    | 0    | 0    | 0  | 0  | 0    |          |
| 2. | Макаби Тел Авив        | 0    | 0    | 0    | 0  | 0  | 0    |          |
| 3. | Партизан               | 0    | 0    | 0    | 0  | 0  | 0    |          |
| 4. | Анадолу Ефес Инстанбул | 0    | 0    | 0    | 0  | 0  | 0    |          |
| 5. | Армани Џинс Милано     | 0    | 0    | 0    | 0  | 0  | 0    |          |
| 6. | Шпироу                 | 0    | 0    | 0    | 0  | 0  | 0    |          |